# I. Károly frank császár
I. (Nagy) Károly (latinul: Carolus vagy Karolus Magnus, franciául: Charlemagne; Liège/Prüm (?), 742. április 2. – Aachen, 814. január 28.) Martell Károly unokája, Kis Pipin fia, frank király 768-tól. Államát nagy mértékben kiterjesztette, egyesítve Nyugat- és Közép-Európa nagy részét, létrehozva ezzel a Frank Birodalmat. Lombardia királyává koronáztatta magát, majd 800. december 25-én III. Leó pápa a karácsonyi misén Rómában a fejére helyezte a császári koronát, ezzel „római császárrá” (imperator augustus) koronázta őt. Ezzel mindkét fél a dicső Római Birodalom felélesztését szándékozott elérni. Úgy ismert, mint a nyugati császárság első helyreállítója. A Német-római Császárság csak jóval halála után alakult meg, amikor I. (Nagy) Ottó német király 962-ben bevette Rómát, és császárrá koronáztatta magát. Nagy Károly hódításai és reformjai indították el Nyugat-Európa igazi történelmét és a középkort. Uralkodása úgy is ismert, mint a Karoling reneszánsz, a művészetek, a kultúra és a vallás feléledésének időszaka.
Eredeti neve a latinban úgy maradt fenn, mint Carolos vagy Karol’s. Kis Pipin frank király és Laoni Bertrada fiaként ő követte apját a trónon öccsével, Karlmann-nal, társkirályként, annak 771-es haláláig. Károly folytatta apja pápaság felé közelítő politikáját és az egyház védelmezője lett, miután megsemmisítette a katolikus egyház központját, Rómát fenyegető longobárdokat és szent háborút indított a hispániai szaracénok ellen. Ezen hadjárat idején történt a legendás első roncesvallesi csata (roncevaux-i csata, 778), amelyet a francia őseposz, a Roland-ének mesél el. Több hadjáratot is vezetett az északi népek, többek között a szászok ellen. A védekező háború után pedig beolvasztotta őket a hatalmasra duzzadó birodalomba. Áttérítette őket a katolikus hitre, így megnyitva az utat a későbbi Szász-dinasztia hódításai előtt.
Nagy Károlyt tartják Franciaország és Németország atyjának, sőt úgy is emlegetik, mint Európa atyja. Ő volt az első császár Nyugat-Európában a Római Birodalom bukása óta. H. G. Wells mondta róla A short history of the world (magyar nyelven A világ története) című könyvében:
Nagy Károly, aki 768-ban lépett trónra, egy olyan nagy birodalom urává tette magát, hogy már arra is gondolhatott, hogy felújítja a latin császári címet. Meghódította Észak-Itáliát és Róma urává tette magát.

## Körkép

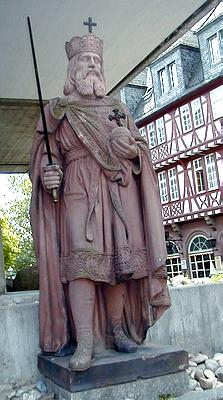
Nagy Károly szobra Frankfurt am Mainban

A frankok 6. században keresztelkedtek meg. Államuk uralkodói, a Merovingok, az egyetlen római katolikus (nem ariánus) germán nép vezetői lettek a legerősebb uralkodók az egykori Nyugatrómai Birodalom területén. De a tertryi csatát követően a Merovingok a tehetetlenségbe süllyedtek, „semmittevő királyok” (franciául: rois fainéants) lettek. Az államot a udvari előkelőségek, a majordomusok kormányozták.
687-ben Herstali Pipin, Austrasia ura döntötte el a vetélkedést a különböző kormányzók között, és tertryi győzelmével a birodalom egyeduralkodója lett. Pipin austrasiai történelem két legnagyobb személyiségének, Metzi Arnulfnak és Landeni Pipinnek volt az unokája. Pipint törvénytelen fia, Martell Károly követte. Az új dinasztia uralma alatt a birodalom határai Nyugat-Európa határain túlra terjedtek ki. Ezen birodalom felosztása hozta létre a későbbi Németországot és Franciaországot. A birodalom központjából szétáramló politika, vallás és művészet pedig meghódította egész Nyugat-Európát.

## Születési helye és ideje
Hagyományosan 742. április 2-át tartják Nagy Károly születésnapjának, ám egyes források kételkedésre adnak okot ezen dátummal kapcsolatban. Először is a 742-es évre az életkorának és halálozási évének összevetésével következtetnek. Egy másik, az Annales Petariensesben szereplő, dátum szerint a nagy esemény 747. április 1-jén történt. Abban az évben pont erre a napra esett húsvét. A babona szerint egy uralkodó húsvéti születése jó szerencsét jelent, ám semmiféle korabeli dokumentum nem enged arra következtetni, hogy a császár tényleg ez év húsvétján született volna. Mások szerint a császár bár tényleg húsvétkor született, de egy évvel később, 748-ban. Ma már lehetetlen megállapítani, melyik a valós dátum. A legpontosabb következtetések 747. április 1-re, 747. április 15-ére vagy 748. április 2-re teszik Károly születésének időpontját. Sokáig kétség kívül Jupille-t tartották születési helyének, de ezt nem sikerült egyértelműen igazolni. Hétéves volt, amikor apjához költözött, annak jupille-i villájába. Ez a tény adott okot azon feltételezéseknek, mely szerint Károly Jupille-ben született. Régebben ez szerepelt majdnem minden történelemkönyvben. Egyesek úgy vélik, hogy a nagy hódító Prüm, Düren vagy Aachen városában született.

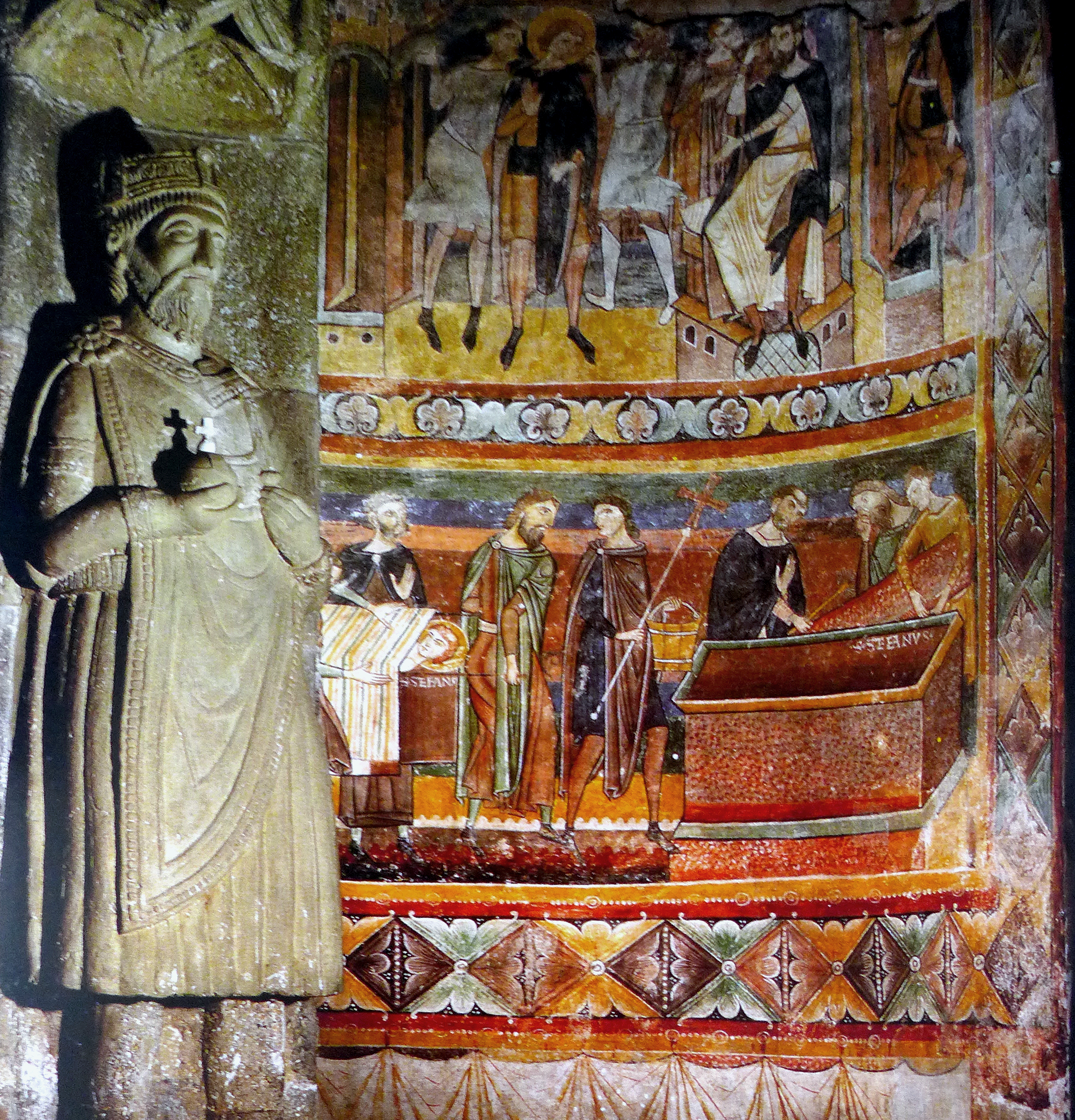
Nagy Károly szobra a müstairi templomban

Mivel birodalmában számos nyelvet beszéltek, neve is különböző formákban őrződött meg. A császár anyanyelve ma már nem létezik, így eredeti nevét nem ismerhetjük, de következtethetünk rá a frank nyelvekből. A Károly név a germán nyelvekből ered, ahol „embert” vagy „szabad embert” jelent. Ezt hozták összefüggésbe a óangol Churl névvel. A legtöbb szláv nyelvben a király szó a Károly név megfelelő alakjából ered.

## Megjelenése

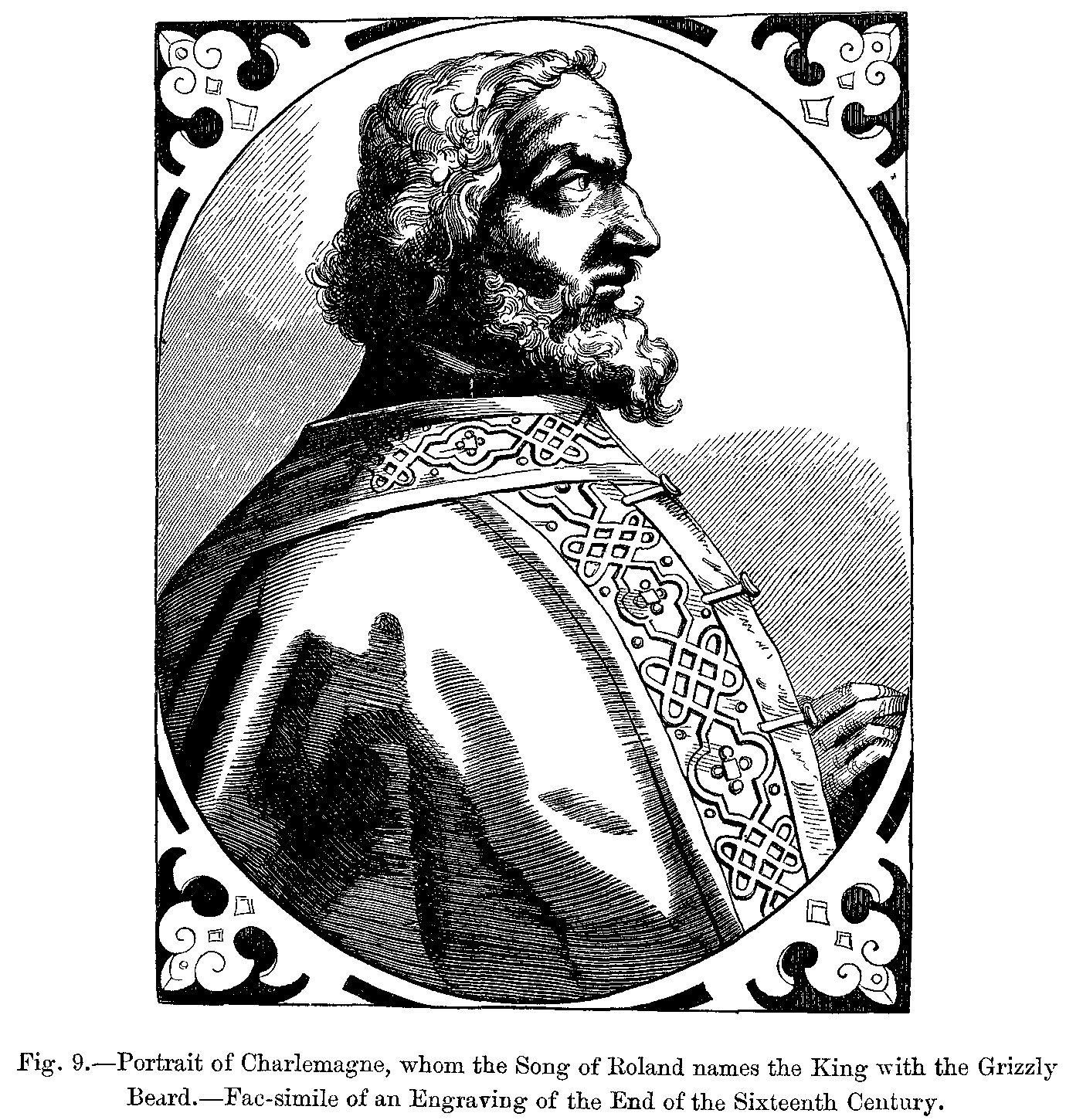
Nagy Károly portréja, a Roland-énekből a 16. század végéről

Noha semmiféle feljegyzés nem áll rendelkezésünkre Nagy Károly életstílusáról, megjelenését egy különösen pontos korabeli feljegyzésből ismerjük. A művet Einhard, a Vita Caroli Magni című életrajz írója jegyezte le. Közismerten magas, tisztelet parancsoló megjelenésű és világos hajú férfi volt aránytalanul vastag nyakkal. Csontvázának 18. századi vizsgálta során magasságát 193 cm-ben állapították meg, és ahogy Einhard mondja műve huszonkettedik fejezetében:
Károly hatalmas volt és erős, büszke termettel, de nem volt aránytalanul magas (magassága köztudottan hétszer akkora mint a lábmérete); fejének felső része kör alakú volt. Szeme nagy és élettel teli, orra kicsit hosszú, haja világos, arca mosolygós és vidám. Megjelenése mindig is tiszteletet parancsoló és méltóságteljes volt, függetlenül attól, hogy állt vagy ült; bár nyaka vastag volt és kicsit rövid, hasa pedig meglehetősen kiemelkedő; ám ezen hiányosságait ellensúlyozza teste szimmetriája. Testtartása magabiztos, mozgása férfias; hangja tiszta volt, de nem olyan erős amilyenre megjelenése következtetni engedett volna.
A korabeli római személyleírás meglehetősen eltúlzott volt, ahol az egyéni jellegek háttérbe szorultak az ikonszerű személyleírásban. Nagy Károlyt ideális uralkodóként ábrázolták a megfelelő stílusban, ahogy néhány korabeli lefestette. A felszentelt Nagy Károly stílusa istenszerű volt a Földön, több hasonlóságot mutat a korabeli Krisztus-ikonokhoz. A későbbi ábrázolásokon, például Dürernél mindig szőkének ábrázolták Einhardra utalva, aki azt írta, hogy a császárnak „gyönyörű fehér haja” volt, ami szőkeként, vagy legalábbis világosként jelenik meg a fordításokban. A szőke megfelelője latinul a flavus, rutilo és auburn szavak, amelyeket Tacitus korában a germánok hajszínére használtak.

### Öltözködés
Nagy Károly mindig hagyományos, nem feltűnő és nem kirívóan arisztokratikus frank ruhákat viselt. Einhard ezt írja:
Nemzeti, tehát frank ruhákat viselt: lenvászon inget és ugyancsak lenvászonból készült nadrágot öltött magára, majd egy selyemmel beszegett tunikát és (hosszú) nadrágot; azután lábszárát tekerte körül, lábára sarut húzott. Télen vidra- és cobolyprémből készült bundával védte mellét és vállát.
Ezen felül mindig egy kék köpenyt viselt, és egy kardot cipelt magával. A tipikus kard aranyból, vagy ezüstből készült markolatú volt. Habár Károly mindig drágakövekkel díszített kardot viselt ünnepi alkalmakkal. Továbbá:
A külföldi ruhákat lenézte, bármilyen tetszetősek voltak is, és sohasem engedte, hogy ilyenekbe öltöztessék, kivéve mikor egyszer Rómában Adorján pápa kérésére, majd másodszor utódjának, Leó pápának könyörgésére hosszú tunikát és chlamyst öltött és római módra szabott sarut húzott a lábára.
Mindig az alkalomhoz öltözött, ha ez lehetséges volt. Ünnepi alkalmakon hímzett ruhát viselt ékszerekkel még a cipőjén is. Volt egy arany csatja a köpenyére, és megfelelő alkalmakkor egy díszes diadémmal a fején jelent meg, de megvetette a külsőségeket, Einhard szerint, és többnyire úgy öltözött, mint egy egyszerű ember.

## Nyelve
Nagy Károly anyanyelve még ma is viták tárgyát képezi. A frankok germán nyelvét, vagyis az ófrankot beszélte. A nyelvészek nem értenek egyet ennek a nyelvnek pontos mibenlétéről. Egyesek odáig mennek, hogy Károly nem beszélhette az ófrankot, mivel 742 körüli születésére ez a nyelv már kihalt. Az ófrank helyét addigra a holland nyelv korai változata és az ófrancia nyelv vette át.
A Nagy Károly születési helyéből kiindulni kívánó kutatások sem teszik egyszerűbbé a későbbi frank császár anyanyelvének meghatározását, mivel születéséről sincs egyértelmű adat. A történészek többsége úgy véli, hogy nagyapjához és apjához, Nagy Pipinhez és Kis Pipinhez hasonlóan Károly is a Karoling-ház egyik, a Maas két partján Jupille-ben és Herstalban fekvő, Aachentől 40 km-re lévő birodalmi központjában, a mai Liège területén született. A 8. század közepén ez a terület meglehetős nyelvi sokszínűséget mutatott, a terület északi részén az alsófrank nyelvet beszélték, míg délen a galloromán nyelvet, az ófrancia elődjét, míg keleten az ófelnémet nyelv különböző dialektusait. A galloromán kizárható, ám még ebben az esetben is is megmarad az ófelnémet és az alsófrank lehetőségként. Anyanyelvén kívül beszélt egy keveset latinul és értett valamennyit görögül is. Grecam vero melius intellegere quam pronuntiare poterat („Jobban értett görögül, mint ahogy beszélni tudott”).

## Élete
Nagy Károly életútjának nagy részét életrajzírójától, Einhardtól, a Vita Caroli Magni (magyarul: Nagy Károly élete) írójától, ismerjük.

### Fiatalkora
Nagy Károly Kis Pipin és Laoni Bertrada, Laoni Caribert és Prümi Bertrada lányának, legidősebb fia volt. Megbízható források szerint két édestestvére Karlmann és Gisela voltak. Későbbi feljegyzések arról beszélnek, hogy Redburga, Egbert wessexi király felesége is Károly nővére (sógornője vagy unokahúga) volt. Ezen felül a legenda szerint ő volt a Roland-ének címszereplőjének nagybátyja, testvérén Berthán keresztül.
Einhard ezt mondja Károly korai éveiről:
Úgy gondolom butaság lett volna egy szót is írni Károly születéséről és csecsemőkoráról, vagy akár gyermekkoráról. Soha semmit nem írtak erről a tárgyról és nincs már életben senki, aki információt adhatna róla. Ennek alapján én ezt ismeretlennek nyilvánítom és hogy előre haladjunk jellemének, tetteinek és életének más tényeinek feltérképezésében, amelyek előre mozdították életét, először beszámolót kellene adnunk otthonáról és felmenőiről, majd jelleméről és törekvéseiről és végül intézkedéseiről és haláláról, semmit sem hagyva ki ami ismerhető.
Pipin halálakor a Frank Birodalmat felosztották, a hagyományok szerint, Károly és Karlmann között. Károly kapta a birodalom tenger felőli részét. Név szerint Neustriát, Nyugat-Aquitániát és Austrasia északi részét, míg Karlmann kapta az alsó részt, Dél-Austrasiát, Septimaniát, Kelet-Aquitaniát, Burgundiát, Provence-t és Svábföldet és határos lett Itáliával. Talán Pipin elismerte Károly kitűnőbb hadi képességeit, de Karlmannt tartotta az érdemesebbnek a hatalomra, fiúként, de nem a hatalom birtokosaként, csak mint király.

### Közös uralkodás

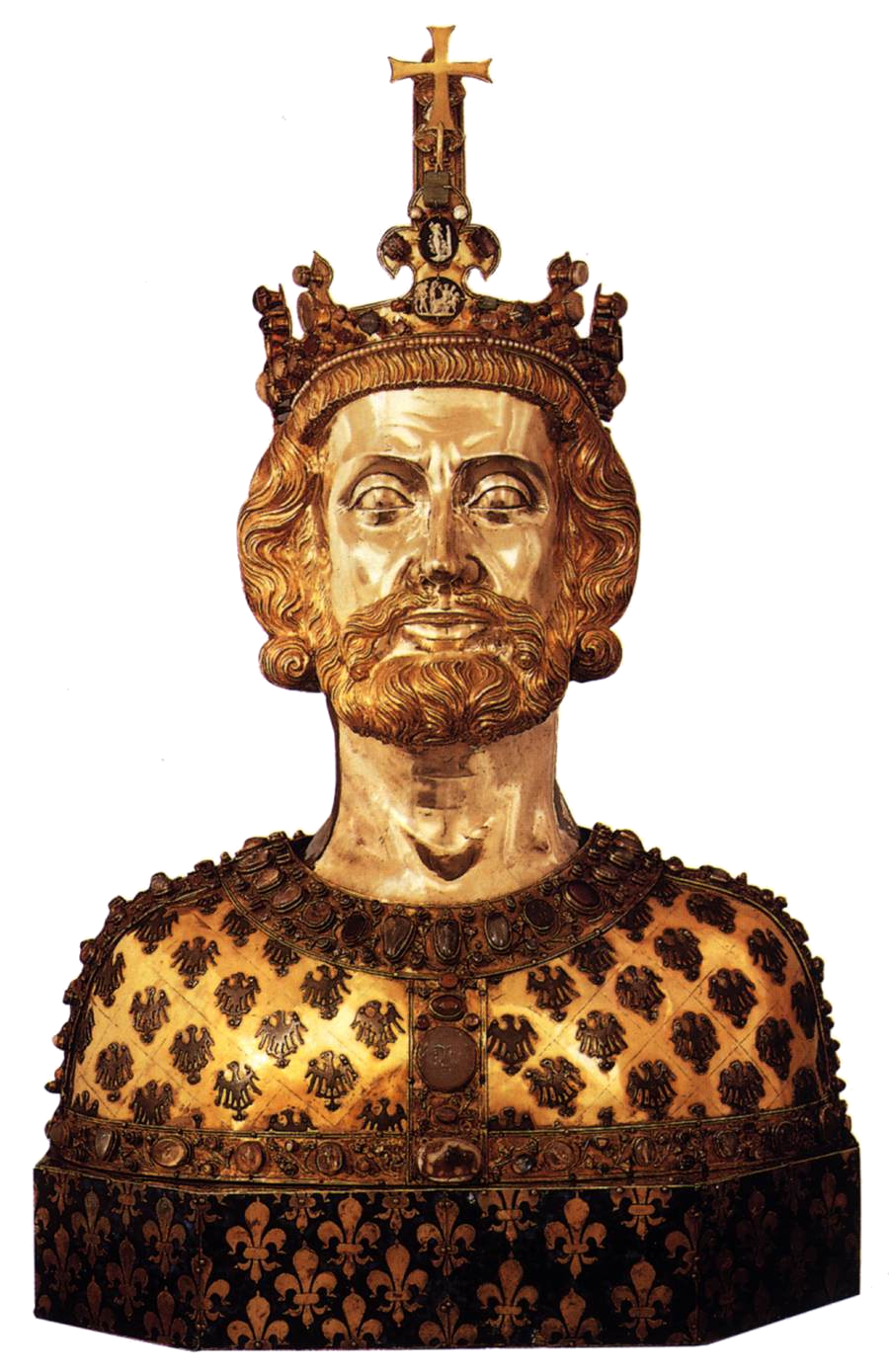
Nagy Károly hermája Aachenben, ahol egy római márványszarkofágban őrzik 94 csontját és csonttöredékét

Október 9-én, azonnal apjuk temetése után, mindketten visszavonultak Saint-Denis-ből, hogy kinyilvánítsák trónra lépésüket. Károly Noyonba, Karlmann pedig Soissons-ba.
A fivérek uralmának első jelentős eseménye az aquitániaiak és a baszkok felkelése volt, 769-ben, azon a területen amelyet Kis Pipin ketté osztott fiai közt. Miután apjuk csatában megölte Waifer aquitániai herceget, most II. Hunald vezette a felkelőket egészen Angoulême-ig. Károly felkereste Karlmannt, ám az visszautasította az együttműködést és visszatért Burgundiába. Károly sereget gyűjtött és egyedül indult a lázadók ellen Bordeaux-ba, ahol Fronsacban egy korábbi katonai tábort erődített. Hunaldot megfutamította, aki II. Lupus baszk herceg udvarába menekült. Lupus, félve Károlytól, átadta neki az aquitániai herceget a békéért cserébe. Károly megkímélte az életét és egy kolostorba záratta. Aquitániát így teljes mértékben leigázták a frankok.
A fivérek fenntartották a közömbös viszonyt egymással anyjukon, Bertradán keresztül, de Károly egyezségre lépett III. Tasziló bajor herceggel és elvette Desiderius longobárd király lányát, akit valószínűleg Gerpergának hívtak. Mindezt azért tette hogy körülvegye Karlmannt a saját szövetségeseivel. III. (IV.) István pápa kezdetben ellenezte Károly házasságát, mivel kissé aggódott a frank–longobárd szövetség közeljövőbeli hatásaitól.
Nagy Károly eltaszította feleségét és gyorsan újraházasodott a 13 éves sváb hercegnővel, Hildegarddal. A „válás” után Gerperga visszatért apja udvarába Paviába. Ez felébresztette a longobárdok haragját, és örömmel szövetkeztek Karlmann-nal Károly ellen. Ám még mielőtt a háború kitörhetett volna, Karlmann meghalt 771. december 5-én. A halott király felesége, Gerperga (valószínűleg különböző Károly feleségétől) Desiderius udvarába menekült fiaival védelmet keresve.

### Lombardia megszállása
772-ben I. Adorján pápa igényét fejezte ki a Ravennai Exarchátus néhány városára, amelyek ez idő tájt Desiderius longobárd király uralma alá tartoztak. A király ahelyett, hogy megtámadta volna a Pentapolist, azaz a Pápai államot, egyenesen Rómának támadt. A pápa követséget küldött Nagy Károlyhoz azzal a kéréssel, hogy erővel szerezzen érvényt apja, Pipin egyezségének a Szentszékkel, miszerint a frank uralkodó megvédi a Pápai állam függetlenségét. Desiderius követei visszautasították a pápa vádjait. Károly mindkét követséget Thionville-ben fogadta, és a pápának adott igazat. Ezután rá akarta kényszeríteni a lombard királyt a pápa kérésének teljesítésére, de az megesküdött, hogy önként nem adja át területeit. A megszállás nem sokat váratott magára. Károly és nagybátyja, Bernárd 773-ban átkelt az Alpokon, és Paviáig kergették a lombardokat. Károly egy időre otthagyta az ostromló sereget, hogy Adelchisszel, Desiderius fiával foglalkozzon, aki Veronában gyűjtött seregeket. A frankok az Adriai-tengerig kergették az ifjú herceget. Onnan Konstantinápolyba menekült, hogy V. Kónsztantinosz bizánci császár segítségéért esedezzen, ém a császár éppen a bolgárok ellen viselt hadat.
Pavia ostroma 774 tavaszára befejeződött, amikor is Károly meglátogatta a pápát Rómában. A pápa hálából érvényesítette a frank uralmat Észak-Itália felett, ám az téves feltételezés, hogy Velencét, Toszkánát, Emiliát és Korzikát is neki adta volna. A pápa a patriarcha címet adományozta Károlynak, mint Lombardia uralkodójának. Ezután Károly visszatért Paviába, ahol a longobárdok átadták neki a várost.
Visszatérve mindennapi életükhöz a longobárdok nyáron megnyitották a város kapuit. Desideriust a corbie-i kolostorba zárták, fia, Adelchis, pedig Konstantinápolyban halt meg. Károly, tőle szokatlan módon, elfogadta a Lombardia vaskoronájával való megkoronázást Paviában, amely Lombardia hódolatát fejezte ki. Csak II. Arechis, Benevento hercege utasította el, hogy alávesse magát a frank uralomnak, és kinyilvánította függetlenségét. Nagy Károly így Itália ura lett, mint lombard király. Miután helyőrséget állított Paviában, és építtetett néhány frank stílusú udvart, elhagyta az országot.
Itália helyzete azonban 776-ra instabillá vált. Hrodgaud, Friuli hercege és Hildeprand spoletói herceg fellázadt a frank uralom ellen. Károly visszasietett Szászországból, és leverte Hrodgaudot egy csatában, amelyben maga a herceg is elesett. Lázadó társuk, Arechis nem bukott el, Adelchis, a lázadás másik támogatója pedig sohasem indult el Bizáncból. Így egész Lombardia Károly tartománya lett.

### Szász hadjárat
Nagy Károly egész uralkodása alatt folyamatosan csatákat kellett vívnia mindenhol birodalma környezetében, amiket elit testőr csapatai élén vívott legendás kardjával, a Joyeuse-zal. Tizenhárom évnyi háború és tizennyolc csata után (a szász háborúk) Károly megszállta Szászországot és tovább indult hogy terjessze a római katolikus vallást fegyverrel is ha kell.
A szászok négy törzsre oszlottak négy régióban. Austrasiához közel feküdt Vesztfália és a legtávolabb tőle Osztfália. Ezen két királyság között feküdt Engria és ettől a háromtól északra a Jütland-félszigeten Nordalbingia.
Első hadjáratában Károly 773-ban vezette Engria ellen, hogy meghódítsa és ledöntse a szászok legendás „világfáját”, az Irminsult Paderborn közelében. A hadjáratot viszont megszakította az Itáliai expedíció. A frankok 775-ben tértek vissza keresztülvonulva Vesztfálián és megszállva a Sigiburg erődöt. Aztán Károly átvonult Engrián ismét legyőzve a szászokat. Végül Osztfáliában megsemmisítő győzelmet aratott a szász vezéren, Hessin és áttérítette őt a katolikus hitre. Károly visszatért Vesztfáliába helyőrséget hagyva Sigiburgban és Eresburgban, amik később jelentős szász erődök lettek. Ám a szász ellenállás ezzel nem ért véget.
Miután Itáliában legyőzte Friuli és Spoleto lázadó hercegeit Károly 776-ban gyorsan visszatért Szászországba, ahol a lázadók lerombolták eresburgi erődjét. A szászok még egyszer felfegyverkeztek, de vezérük Widukind, megszökött felesége hazájába, Dániába. Nagy Károly új erődöt építtetett Karlstadtban. 777-ben gyűlést hívott össze Padernbornba, hogy egyesítse a szászokat és beolvassza őket a Frank Birodalomba. Sok szász tért át a katolikus hitre.
779 nyarán ismét legyőzte a lázadókat és újra meghódította Osztfáliát, Engriát és Vesztfáliát. A Lipcse közelében tartott gyűlésen missziós területté nyilvánította Szászországot és több tömeges keresztelésen személyesen is részt vett (780). Ezután visszatért Itáliába és először a hódítások óta nem tört ki azonnali felkelés. 780-tól 782-ig béke honolt az újonnan meghódított területeken.
Károly 782-ben tért vissza, kiadott egy törvénykönyvet és kinevezte az új grófokat, frankokat és szászokat is. A törvények drákói szigorral juttatták érvényre a vallási törvényeket és szigorúan tiltotta a germán eredetű helyi tradíciókat. Ez kiélezte a konfliktust. Azon év őszén Widukind visszatért és egy új lázadás élére állt, ami a katolikus egyház elleni támadást eredményezett. Erre válaszul Károly Verdenben, Alsó-Szászországban állítólag 4500 szász lefejezését rendelte el, akik továbbra is gyakorolták a pogány vallást, miután áttértek a katolikus hitre. Ez az eset a „véres verdeni ítélet” vagy „verdeni mészárlás” néven vált ismertté. A mészárlás, amelyet modern forrásokkal egyáltalán nem lehet alátámasztani, kétéves véres háborút eredményezett 783-tól 785-ig. Ekkor került Frízföld teljes frank uralom alá és Károly felégettette a teljes fríz flottát. A háború Widukind megkeresztelkedésével ért véget.
Ezen felül a szászok fenntartották a békét hét éven keresztül, de 792-ben Vesztfália népe ismét fegyvert ragadott a hódítók ellen. Osztfália és Nordalbingia is csatlakozott hozzájuk 793-ban. Ám a felkelés nem hozott nagy sikert és a frankok 794-re leverték. Engriában 796-ban ismét felkelést tört ki, de Nagy Károly és a hozzá hű szászok és szlávok jelenléte hamar véget vetett lázadásnak. Az utolsó függetlenedési próbálkozásra 804-ben került sor, közel harminc évvel az első frank hadjárat után. Ebben az utolsó ellenállásban már a nordalbingiaiak sem tartották magukat jogosultnak a lázongásra.

### Spanyol hadjárat
A paderborni gyűlésen képviseltették magukat azok a hispániai muszlimok, Girona, Barcelona és Huesca emírjei is, akiket I. Abd ar-Rahman córdobai emír sarokba szorított az Ibériai-félszigeten. A mór uralkodók a katonai segítségnyújtásért elfogadták hűbéruruknak a nagy frank királyt, és felajánlották neki az Ebro folyótól északra elterülő földeket. A kereszténység és egyéni hatalmának terjeszkedését remélve és a lojális szászokra hallgatva Károly nagy, baszk és aquitaniai csapatokkal megerősített sereggel tört Andaluszra.
778-ban átvezette a neustriaiakat a nyugati Pireneusokon, az austrasiaiakat, a lombardokat és a burgundokat pedig a hegység keleti vonulatain küldte át. A nyugati sereg elfoglalta, majd kifosztotta és lerombolta a muszlimok uralta, de baszkok lakta Pamplonát, ami után a baszkok bosszút esküdtek. A két hadoszlop Zaragozában találkozott, hogy Károly ott fogadja Szoloman ibn al-Arabi, Kasmin ibn Juszuf és Abu Tavr emírek hűbéresküjét, a lázadó emírek azonban meggondolták magukat, és Károly ellen fordultak. A város hosszú ostrom után elesett ugyan, de Károlynak ki kellett vonnia utánpótlás nélkül maradt hadait a félszigetről. A sereg utóvédjét és hadtápját a Pamplona kifosztásán feldühödött baszkok az első roncesvallesi csatában megsemmisítették. Az elesett hírességek között volt az udvarmester, Eggihard, Anselm grófja és a breton seregek felügyelője, valamint Roland lovag, akinek alakja a Roland-énekben vált halhatatlanná. Károly ezek után még visszatért egy rövid büntető-fosztogató hadjáratra a főerőkkel, és jelentős baszk területeket dúlt fel.
A hadjárat kudarca után a Károlyt támogató ibériai keresztények tömegesen menekültek át a Pireneusoktól északra fekvő, frankok uralta területekre. Ennek köszönhetően Chorso gróf (vagy már herceg) 781-ben grófságába kebelezte a Pireneusok hegyláncai között fekvő Pallars és Ribagorça régiókat. 785-ben a frank befolyás már Osonára, Gironára és Besalúra is kiterjedt, majd nem sokkal később a teljes Urgell–Cerdanya régióra, amelyben a mór uralom már addig is többé-kevésbé formális volt.

### Nagy Károly és gyermekei
Az első hosszabb béke (780–782) alatt Károly elkezdett címeket adományozni fiainak, de a régi frank hagyományt követve még nem határozta meg a birodalom sorsát. 780-ban kitagadta legidősebb fiát, Púpos Pipint, mert az lázadást szított ellene. Pipint csúful rászedték, emiatt fordult apja ellen és állt a nemesek szülei ellen irányuló lázadásának élére. Károly másik fiát, Karlmannt átkeresztelte Pipinre, hogy fenntartsa a nevet a dinasztiában. 781-ben első három megmaradt fiát királlyá tette. Az első, Ifjabb Károly Neustria királyságát kapta, ami magában foglalta Anjou, Maine és Tours fennhatóságát is. A második fiút, Pipint (az eredeti Karlmannt), Itália királyává koronázták a vaskoronával, amelyet apja is használt 774-ben. Harmadik fia, Jámbor Lajos Aqitania királya lett. Megpróbálta fiait neustriai, itáliai, illetve akvitán stílusban nevelni, és átadta nekik néhány környező ország kormányzását is, de a valódi hatalmat megtartotta.
A fiúk rengeteg háborút vívtak apjuk nevében. Károly figyelmét lekötötték nyugati szomszédai, a bretonok, akik kétszer is megtámadták a hatalmasra növő Frank Birodalmat, de mindkétszer vereséget szenvedtek. A szász ügyek is sokszor elszólították. 805-ben és 806-ban a (csehországi) Böhmerwaldgauba ment, és ott legyőzte az ottani cseheket. Frank uralom alá hajtotta és adófizetésre kényszerítette a helyieket, letarolta az Elba völgyét. Pipin tartotta az avar és a beneventói határt, de északon a szlávok ellen is harcolt. Egyedülálló módon tartózkodott a Bizánci Birodalom elleni fegyveres konfliktustól, amely nagyon közelivé vált Nagy Károly császárrá koronázásakor és a velencei lázadáskor. Lajos sikeres hadjáratokat vezetett a Pireneusokba, majd még egyszer Dél-Itáliába ment Grimoald herceg ellen harcolni.
Nehéz meghatározni Nagy Károly és lányainak kapcsolatát. Egyikük sem kötött egyházi házasságot, ami talán egy kísérlet volt arra, hogy ellenőrzés alatt tartsa számos szövetségesét. Károly (jobbára helyesen) visszautasította, hogy elhiggye a lányainak vad viselkedéséről terjesztett történeteket. Halála után még életben lévő lányai zárdába vonultak vagy oda kényszerítette őket fivérük, Jámbor Lajos. Végül elfogadták egyikük, Bertha kapcsolatát Angilberttel, Nagy Károly udvarának egyik tagjával azzal a feltétellel, hogy nem házasodnak össze.

### A szász béke kora
787-ben Károly elküldte utasításait a II. Arechis vezette független Beneventóba. A frank uralkodó megostromolta Salernót, ami után Arechis letette neki a hűbéresküt, de miután 792-ben meghalt, herceg fia, III. Grimoald ismét kinyilvánította a város függetlenségét. Az új herceg többször is szembekerült Károly vagy fiainak hadseregével, de maga Nagy Károly többé nem tért vissza Mezzogiornóba, és Grimoaldot sosem sikerült frank fennhatóság alá kényszeríteni.
788-ban Károly figyelme Bajorország felé fordult. II. Tasziló bajor herceget esküszegés miatt az uralkodásra alkalmatlannak nyilvánította. A vádak alaptalanok voltak, de Taszilót így is eltávolították a trónról és a Jumièges-i apátságba száműzték. 794-ben a frankfurti zsinat őt és családját is arra kényszerítette, hogy mondjanak le a bajor trónról. Bajorországot frank tartománnyá nyilvánították, ahogy annak idején Szászországot is.
789-ben megismerve új, pogány szomszédait, a szlávokat, Károly egy osztrák–szász hadjáratot indított ellenük, mire a Wican vezette szlávok azonnal megadták magukat. Károly beleegyezett a megadásba, de túszokat kért ellenfeleitől és a misszionáriusok zavartalan térítő munkáját a pogány régióban. A seregek ezután a Baltikumba indultak, de előtte körbejárták és kifosztották a Rajna vidékét. Az adófizető szlávok hűséges szövetségesekké váltak. 795-ben lejárt a szászokkal kötött béke, de ekkor már a szövetséges szlávok is segítséget nyújtottak a lázadást leverni induló frankoknak, és Wican meghalt egy csatában. Nagy Károly azzal torolta meg a lázadást, hogy lemészárolta az osztfáliaiakat. Wican utódja, Drożko, a nordalbingiaiak ellen vezette embereit, és átadta vezetőiket Károlynak, aki bőségesen megjutalmazta őt. A „meghódított” szlávok Károly halála után is hűségesek maradtak, és a frankok oldalán harcoltak a dánok ellen.

### Avar hadjárat
Az 567. évben a közép-ázsiai szkíták, azaz a szakák közül való avarok (Károly életrajzírója, Einhard szerint hunok) elfoglalták a Tiszántúl és az Erdélyi-medence területét. A következő év tavaszán a longobárdok által kiürített Dunántúlt is birtokba vették. A 8. század elején az Avar Birodalom határa az Enns folyónál húzódott.
A 790. esztendőben Károly fogadta a hunoknak nevezett avarok követeit, a maga képviselőit pedig az avarok fejedelmeihez küldte. A tárgyalások a határok kijelöléséről folytak. Einhard szerint a határvita lett azután oka a későbbi háborúskodásnak, jóllehet a ellenségeskedés magvait már jóval korábban elhintették.
Károly a következő év tavaszán seregével Regensburg alá vonult, és mert követei útján semmilyen elégtételt nem kapott, az avarok elleni hadjárat mellett döntött. Miközben longobárd szövetségesei a Dráva és a Száva mentén haladtak előre, a frank sereg a Duna völgyét követve Győrig menetelt, hadi sikereket azonban nem tudott elérni.
Az eredménytelen hadjárat után Károly, 791 októberében, visszatért a frankok országába, és Tours-i Szent Márton püspök szülőhelyére ment. Nevezett személy családjának és az egész Frank Birodalomnak védőszentje volt. A következő két évben Károly ismét szláv segítséggel harcolt a szászok ellen.
A 795. évben belháború ütött ki az avarok országában, s a legfőbb vezetőket megölték. A nyugati országrész helytartója meghódolt a frankoknak. Erik Friuli hercege kisebb sereggel behatolt az avarok országába, a kán székhelyére, és kifosztotta a kincstárat. Frank–longobárd csapatát a szlavóniai szlávok fejedelme, Vojnomir is segítette. A zsákmányt elküldték Károlyhoz Aachenbe, aki szétosztotta azt hívei és szövetségesei között. Sőt, a jó viszony ápolásának kedvéért még Offa merciai királynak is küldött belőle.
A 796. évben longobárd sereg vonult fel az avarok ellen, harcokra azonban nem került sor. Az avarok meghódoltak, s a frankok megkezdték keresztény hitre térítésüket. A 799. és a 801. évben az avarok fellázadtak, a frankok azonban leszámoltak a pártütőkkel, és a 803. évben Oriens néven önálló tartománnyá szervezték a meghódított avar területet. Létrehozták a Pannoniai őrgrófságot (fennhatósága a Rábáig terjedt) és a Alsó-pannoniai grófságot.
A 805. esztendőben a frankok Carnuntum (ma Bad Deutsch-Altenburg) és Sabaria (Szombathely) között megszervezték az Avar Tartományt, és avar főembert (az Abraham nevet nyerte a keresztségben) állítottak királyként a nép élére. A nyolcszázharmincas évek elején a tartomány igazgatását frank őrgrófra bízták.
A 881. évben megjelentek a Kárpát-medencében a magyarok előőrsei, s hamarosan felszámolták a Dunántúlon stb. a frankok uralmát.

### Hispánia és a szaracénok
Az itáliai hadjárat során került Károly kapcsolatba a szaracénokkal, akik ekkor uralták a Mediterráneumot. Ám fia, Pipin inkább kapcsolatban volt velük itáliai királyságában. Károly egy ismeretlen időpontban meghódította Korzikát és Szardíniát és 799-ben a Baleár-szigeteket. A szigeteket gyakran fenyegették szaracén kalózok, ám Nagy Károly uralma alatt a genovai és toszkánai flotta számtalanszor legyőzte őket. Károly eközben a bagdadi udvarral is felvette a kapcsolatot. 797-ben (vagy talán 801-ben) a bagdadi kalifa, Hárún ar-Rasíd, megajándékozta a frank uralkodót egy Abul Abbasz nevű ázsiai elefánttal és egy mechanikus órával. Hispániában pedig a mórok elleni harcok Nagy Károly fél uralkodását végigkísérték. A déli frontot Lajos fiára bízta, amíg ő máshol harcolt. 785-ben seregei megszállták Gironát, és kiterjesztették a frank hatalmat Katalóniára is. Az észak-hispániai muszlim vezetők folyamatosan lázadtak a córdobai fennhatóság ellen, így szívesen segítettek a frankoknak. A front lassan de biztosan délnek tolódott, 795-re már Girona, Osona és Urgell is a frankok keére került.
797-ben  Zeid, Barcelona kormányzója fellázadt Córdoba ellen. A mórok 799-ben visszafoglalták a várost, de Lajos teljes seregével átkelt a Pireneusokon és 800–801-ben ismét elfoglalta a várost. A frankok ismét megindultak a córdobai emír ellen. 809-ben bevették Tarragonát és 811-ben Tortosát. Végül az Ebro egész torkolatvidékét megszerezték. Ezután betörtek Valenciába, rákényszerítve I. al-Hakam emírt, hogy 812-ben elfogadja hódításukat.

### Császár

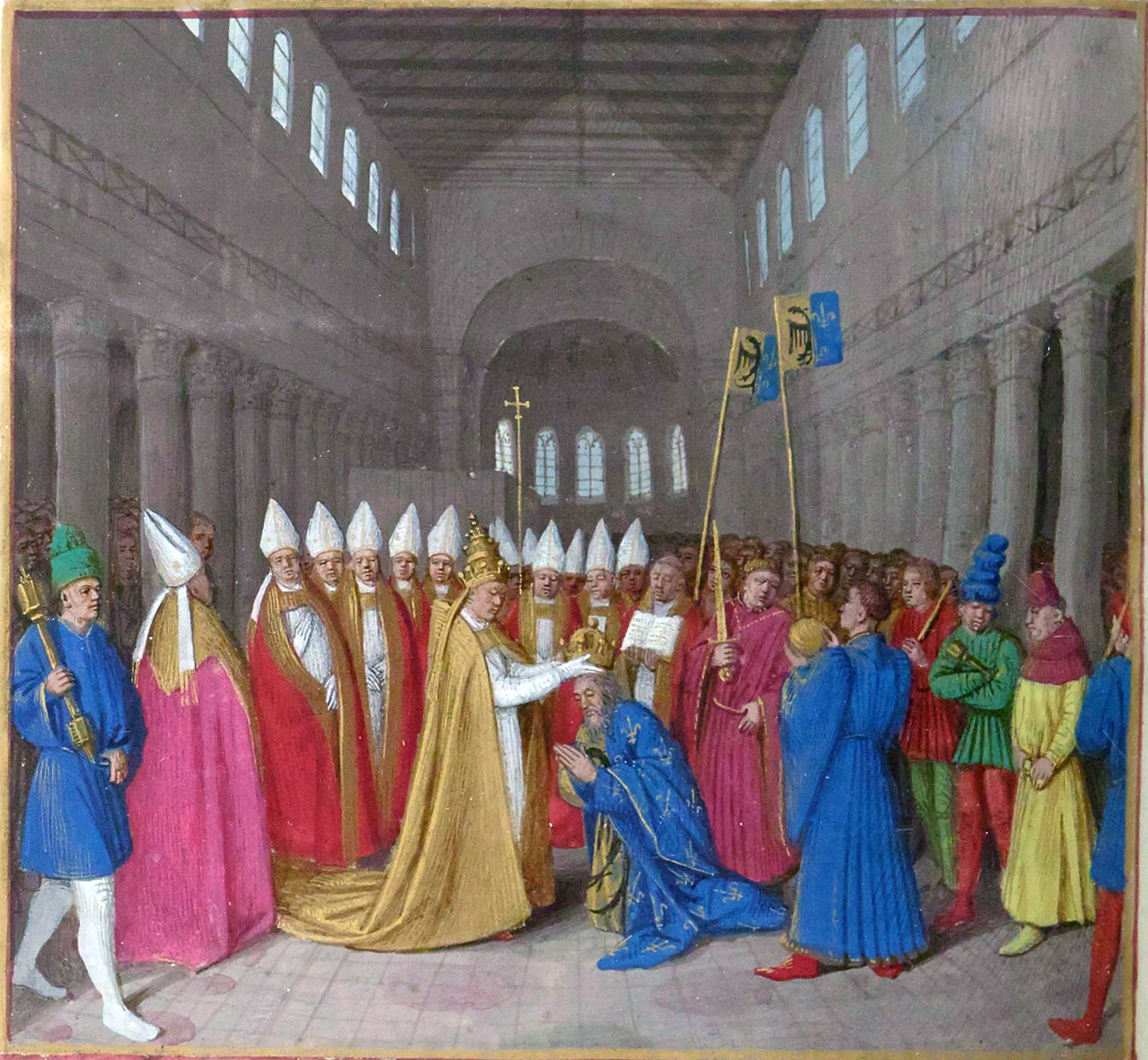
Nagy Károly koronázása a Grandes Chroniques de France-ból, Jean Fouquet illusztrációja

Nagy Károly uralkodása a 800. év környékén érte el a tetőpontját. 799-ben III. Leó pápának A római nemesség egy része nem akarta elfogadni, hogy a pápa a szent bizánci birodalomtól elfordul, és egy nemrég megtérített nyugati hatalomhoz kötődik ezért összeesküvést szőttek ellene. A római hatóságok egy sor vádat emeltek (esküszegés, hamis tanúskodás, árulás, házasságtörés). 799. április 25-én egy körmenet alkalmával megtámadták, letépték főpapi ruháját és megfenyegették, hogy kivágják a nyelvét, lemondatták, majd egy kolostorba zárták. Nagy Károly, Yorki Alcuin javaslatára, elutasította a lemondatás elfogadását. 800 novemberében Rómába utazott és egy gyűlést tartott december 1-jén. December 23-án Leó ártatlansági esküt tett. A karácsonyi misén, december 25-én Károly letérdelt az oltár elé és a pápa a fejére helyezve a koronát Imperator Romanorum-má („a rómaiak császárává”) koronázta a Szent Péter-bazilikában. Ezzel a pápa kísérletet tett hogy átvegye az irányítást Károly felett Konstantinápolytól.
Sok modern tudós szerint viszont Károly sokkal elővigyázatosabb volt a koronázáskor. Ezt az eseményt kihasználva már „jogosan” kezdhetett hozzá tervéhez, hogy feltámassza a 476-ban elbukott a Nyugatrómai Birodalmat. Hogy elkerülje a súrlódásokat Bizánccal, később az Imperator Romanum helyett az Imperator Romanum gubernans Imperium (a rómaiak császára a birodalomban) címet használta.
Az ikonoklaszita háború után 800-ban Eiréné bizánci császárnő megszerezte a teljhatalmat Konstantinápolyban. Ezek a körülmények kedveztek a pápai intézkedéseknek, hogy felélesszék a császári címet nyugaton. Elsősorban a pápai hatalmat akarták megerősíteni annak védelmezőjével, Nagy Károllyal, hogy megoldják a konstantinápolyi problémákat, amik félelemben tartották Európát, amíg a császár segítő keze nem állt a pápa mögött. Nagy Károly felvette az augustus címet. Ez tiltakozásokat eredményezett Bizáncban a császárné és trónbitorló szeretője I. Niképhorosz ellen, akiknek nagy szerepe volt a tiltakozók kivégzésében.
A bizánciak, habár sok területet birtokoltak Itáliában, többek között Velencét (Ravennai Exarchátus), Reggiót (Calabriát), Brindisit (Pugliát) és a Nápolyi Hercegséget. Ezek 804-ig kívül estek a frankok hatáskörén. Ekkor azonban a velenceiek összekülönböztek Bizánccal és Pipinnek, Itália királyának ajánlották fel hűségüket. A nikephori béke véget ért. Niképhorosz elpusztította a partokat a flottájával. Ekkor megkezdődött az egyetlen háború a történelem során, amit a frankok vívtak a bizánciak ellen. A harcok 810-ig eltartottak, amikor Velence vezetői ismét átadták a várost Bizáncnak és Európa két császára békét kötött (aacheni béke). Nagy Károly megszerezte az Isztriai-félszigetet és 812-ben I. Mikhaél bizánci császár elismerte császári címét Imperator Romanorum gubernans imperium-ként.

#### A koronázás különböző leírásai
| Annales Regni Francorum (A Frank Királyság Évkönyvei) "Az Úr születésének ezen a szent napján, mikor a király mise közben Szent Péter apostol sírja előtt elmondott imádsága után felemelkedett, Leó pápa megkoronázta, a római nép pedig ezt kiáltozta: 'Éljen és győzedelmeskedjék Carolus Augustus, az Isten által megkoronázott nagy, békét teremtő császár!'. A magasztalások elhangzása után a pápa olyan tiszteletben részesítette, mint a régi uralkodókat, Károly pedig a 'patrícius' név helyett 'felséges császárnak [imperator et augustus]' neveztette magát." | Lauresheimi évkönyvek "Mivel pedig a császári név a görögöknél (Bizáncban) megszűnt és birodalmuk asszony kezére került (épp Iréné császárnő volt hatalmon), mind magának a pápának, Leónak, meg a szent atyáknak, kik ugyanazon a zsinaton jelen voltak, mind az egész keresztyén népnek úgy tetszett, hogy Károlyt, a frankok királyát fogadják császárjoknak, a kik Rómának is, a hol a Caesarok rendesen laktak, meg a többi tartománynak is, melyeket Olaszországban, Galliában és Germániában kormányzott, ura volt; mivelhogy tehát Isten az ő kezébe adta ezeket az országokat, illő, hogy Isten segítségével s a keresztyén népek imádsága szerint a császári czímet is viselje. Ezt a kérelmet Károly nem is utasította el s alávetvén magát teljes alázattal Istennek, a papok és a keresztény nép imádsága mellett Urunknak Jézus Krisztusnak születése napján, miután Leó pápa úr fölszentelte, elfogadta a császári czímet." | Moissaci Krónika, ad. ann. 801 (801. évhez) "Most, mikor a király Urunk születése legszentebb napján a misénél fölkelt, miután Szent Péter sírján imádkozott volt, Leó pápa valamennyi püspöknek és papnak, valamint a frank és ugyancsak a római senatusnak beleegyezésével arany koronát tett a fejére, mialatt a római nép fennen újjongott. És mikor a nép elénekelte a Laudest, a pápa neki is hódolt, mint a régi császároknak. Mert ez is Isten akarata szerint történt. Mikor ugyanis a nevezett császár Rómában időzött, hozzá vezettek néhány embert, kik azt beszélték, hogy a császári név a görögöknél megszűnt s a birodalom náluk asszony kezére került, Irene a neve, a ki csellel fogságra vetette fiát, szemét kiszúratta, a birodalmat magához ragadta, amint a [Bibliai] királyok könyvében Athaliáról írva vagyon; mikor ezt Leó pápa, a püspökök, papok és apátok gyülekezete, a frank senatus és Rómának vénei meghallották, tanácsra gyűltek össze a többi keresztyénekkel, hogy Károlyt, a frankok királyát nevezzék ki császárnak, látván, hogy ő tartja kezében Rómát, a birodalom anyját, hol a Caesarok és császárok rendesen laktak, hogy a pogány ne csúfolhassa a keresztyéneket, a miért náluk a császári név megszünt." | részlet III. Leó pápa életéből, a Vitae Pontificum Romanorum-ból "Ezek után elérkezett Urunknak, Jézus Krisztusnak a születése napja s valamennyien újra egybegyülekeztek szent Péter apostolnak a fent megnevezett bazilikájába, azután a kegyes és fötisztelendő főpap sajátkezűleg Károlyt egy igen drága koronával megkoronázta. Azután egész Rómának hívő népe tekintve az oltalmat, melyet nyújtott, a szeretetet, melyet a római egyház és helytartója iránt táplált, Istennek és a mennyország kulcsait őrző szent Péternek akarata szerint egyhangú erős kiáltásra fakadt: »Élet és győzelem Károlynak a legkegyesebb Augustusnak az Istentől megkoronázott nagy és békeszerető császárnak.« Mialatt Károly szent Péter boldog sírjánál a különféle szenteket segítségül hívta, háromszor ismétlődött a kiáltás s mindnyájan a rómaiak császárjának választották. Akkor pedig a szent főpap Károlyt és hasonlóképen fenséges fiát a szentelt olajjal királylyá fölkente, Urunknak, Jézus Krisztusnak ugyanazon a születése napján; mikor pedig a mise véget ért, a mise után a legfönségesebb úr és császár ajándékokat ajánlott." |  |

### Békeszerződés a dánokkal
Nordalbingia megszállása után a Frank Birodalom határa egészen Skandináviáig nyúlt. A Jütland-félszigetre is betelepült dánok már jóval Nagy Károlyt megelőzően is fenyegették a frank területeket. Tours-i Szent Gergely 6. századi krónikája (Historia Francorum) szerint "a dánok Chlochilaichus nevű királyukkal a tenger felől Galliára támadtak" (Dani cum rege suo nomen Chlochilaichum evectu navale per mare Gallias appetunt). Az Annales Regni Francorum a 8-9. század fordulójáról követek küldéséről és fogadásáról tesz említést a frankok és a birodalom határvidékén fekvő dán területek (marca vel regno Danorum) urai között.
808-ban Godfred, a dánok (egyik?) királya megerősítette a 8. század elején épült Danevirke sáncrendszert, amely nemcsak védelmet biztosított Dániának, hanem lehetőséget adott Godfrednek, hogy rajtaüssön Frízián és Flandrián kalóz portyái során, és hogy legyőzze a frankokkal szövetséges szláv obodritákat, a harcosai által lerombolt Reric helyett a dán Hedebyt téve a legfontosabb északi kereskedelemvárossá.
Godfred meghódította Fríziát és azzal tréfálkozott, hogy ellátogat Aachenbe, de még mielőtt bármit is tehetett volna, meggyilkolta egy frank bérgyilkos vagy saját embereinek egyike. Godfredet unokaöccse, Hemming követte a trónon, aki megkötötte Károllyal a heiligeni szerződést 811 vége felé. A szerződés Dánia határát az Eider (dánul: Ejder) folyónál húzta meg. A megállapodást 1027-ben Nagy Knut dán király és II. Konrád német-római császár is megerősítette. Ez a folyó volt Dánia határa egészen 1864-ig, amikor egész Slesviget (német írásmóddal: Schleswig) Poroszországhoz csatolták. A volt hercegség északi része 1920-ban, népszavazás útján visszatért Dániához.

### Halála
813-ban Károly magához hívatta egyetlen életben lévő törvényes fiát, Jámbor Lajost, Aquitánia királyát. Megkoronáztatta őt örökösévé és visszaküldte Akvitániába. Aztán elment őszi vadászatra, mielőtt november 1-jén visszatért volna Aachenbe. Januárban megbetegedett, és Január 21-én ágynak esett. Ahogy Einhard írja:
Január 28-án halt meg, a hetedik napon azután hogy ágynak esett, kilenc órakor reggel, miután részesült a szent áldozásban, hetvenkettedik életévében és uralkodása negyvenkettedik évében
Nagy Károlyt halála után az aacheni katedrálisba temették. Az előző évben megkoronázott Lajos követte a trónon. Lajos halála után fiai szétosztották a birodalmat, megteremtve a modern Franciaország és Németország alapjait.

## Hatása

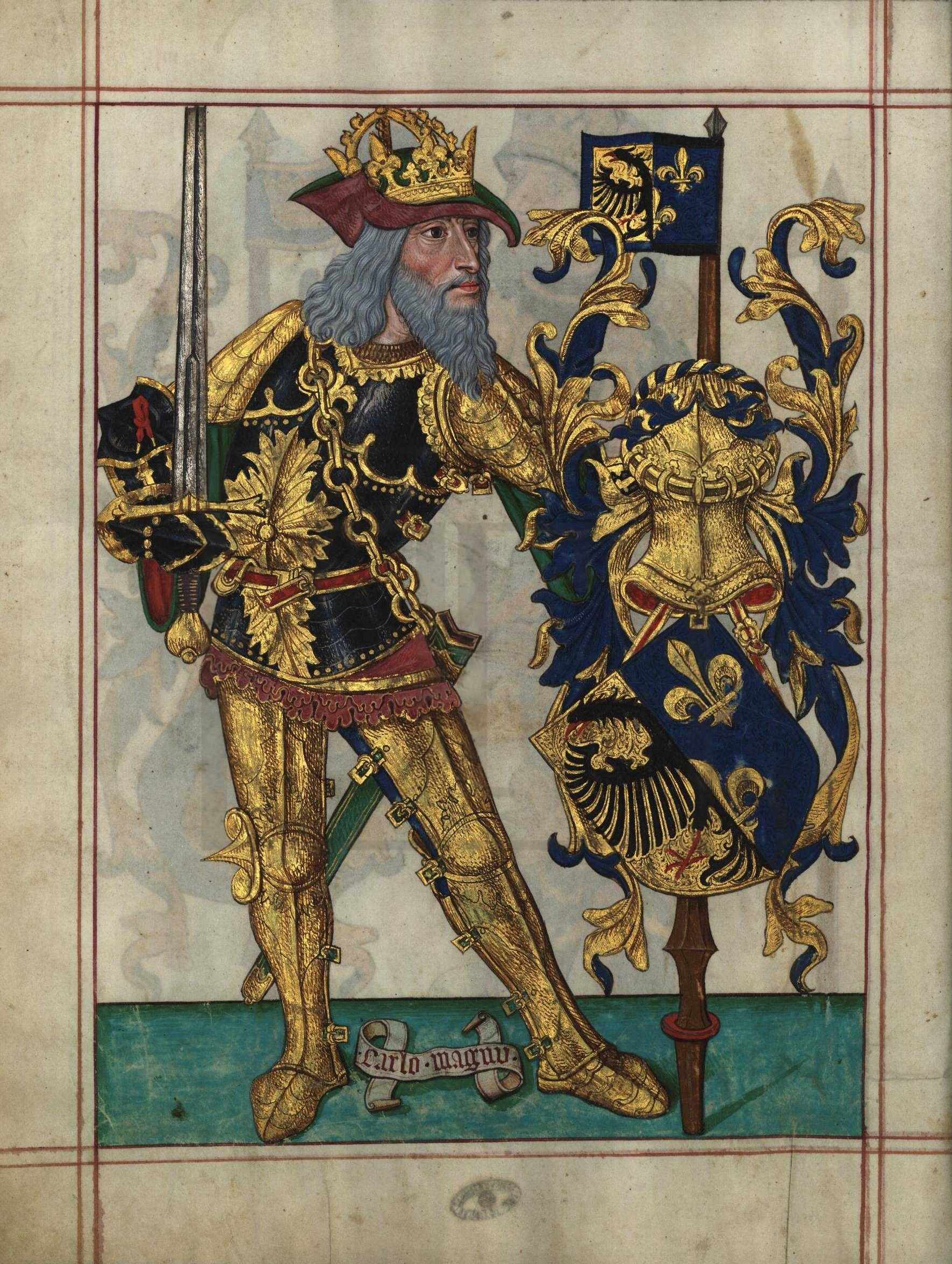
Nagy Károly

A Nagy Károly által kiépített államszervezet nemcsak túlélte a birodalom szétesését, de alapja lett a kialakuló, jóval kevésbé központosított, de a későbbi fejlődést lehetővé tévő feudális királyi hatalom létrejöttének. Az uralkodása alatt egységesített és írásba foglalt, az alattvalók életét szabályozó jogrend évszázadokig szolgált az egykori császárság romjain osztozó államok működésének alapjául. A Nagy Károly által bevezetett egységes pénzrendszer fellendítette a térség kereskedelmét, továbbá az európai államok pénzverésének mintául szolgált egészen az újkorig. A tűzzel-vassal végzett térítő munka eredményeképpen birodalma egykori területein végleg megszilárdult a nyugati kereszténység egyeduralma, hogy aztán a peremvidékekre is kiterjedjen a következő századok során, létrehozva ezzel a vallásilag egységes Nyugat-Európát. A királyi udvarban, majd később számos helyen létrejött iskolák megállították a római kor óta folyó szellemi hanyatlást. Az általa elrendelt írásreform pedig olyan egységes és mindenki számára elsajátítható és elolvasható írást hozott létre, amely lehetővé tette a kommunikációt az egymástól távol fekvő vidékek írástudói között is. Nagy Károly öröksége a Karoling-reneszánszban csúcsosodott ki, amely a középkori Európa szellemi és kulturális újjászületését hozta magával. Uralkodása során előkészítette az alapokat a későbbi Német-római Birodalom számára.

### Karoling reneszánsz
Karoling reneszánsznak nevezzük a Nagy Károly és közvetlen utódai uralkodása alatt készült műalkotások együttesét. A Karoling művészet virágkora körülbelül száz évig tartott, a 8. század végétől a 9. század végéig. Kérdés, hogy az összefoglaló néven Karoling reneszánsznak nevezett kulturális újjászületés mennyiben volt a római kor utolsó fellángolása és mennyiben egy új kor kezdete. Az mindenesetre biztos, hogy e rövid, de felfoghatatlanul intenzíven pezsgő korszak nélkül Róma emléke talán visszavonhatatlanul a feledés homályába merült volna.

## Családja
Nagy Károlynak öt feleségéből háromtól, illetve öt ágyasától összesen tizenhét gyermeke született.

### Házassága és gyermekei
- 766-ban vette el első feleségét, Himiltrudét. A házasság sohasem lett formálisan megerősítve. Tőle született:
  - Púpos Pipin[19] (767 – 811)
- Gerperga (más néven Desiderata vagy Desideria), Desiderius longobárd király lánya, volt a második felesége.[19] 768-ban vette feleségül[forrás?], amit 771-ben erősítettek meg.[19]
- 771-ben Aachenben vette el Hildegardot (757 – 784. április 30.).[19] Kilenc gyermekük született:
  - Ifjabb Károly[19] (772 – 811. december 4.), a frankok királya, Neustria kormányzója
  - Adelaide[19] (774 – 774 augusztusa)
  - Karlmann, átkeresztelve[forrás?] Pipin[19] (773 áprilisa – 810. július 8.), Itália királya.
  - Rotrude[19] (vagy Hruodrud) (777 – 810. június 8.)
  - Jámbor Lajos[19] (778 augusztusa – 840. június 20.) 781-től a frankok királya, Aquitania kormányzója apja életében, 814-től király és császár.
  - Lothár[19] (778 augusztusa – 780), Lajos ikertestvére
  - Bertha (779 – 826. március 11.)
  - Gisela[19] (781 májusa előtt – 808)
  - Hildegarde[19] (782. június 8. – 783 júniusa)
- 784-ben vette el negyedik feleségét, Fastradát (? – 794. október 10.) Tőle született:
  - Theodrada[19] (784 – 844. január 9.),[20] Argenteuil főnővére.
  - Hiltrude[19] (787 – ?)
- 794-ben vette el ötödik feleségét, Luitgardot (? – 800. június 4.), aki gyermektelenül halt meg.

### Ágyasok és törvénytelen gyermekek
- Első ismert ágyasa a szász Gersuinda/Gerswinde volt.[19] Tőle született:
  - Adaltrude[19] (774– ?)
- Madelgard volt a második ismert ágyasa.[19] Tőle született:
  - Rothilde[19] (? – 852. március 24.) apáca
  - Ruodhaid (784–810), Faremoutiers apátja
- Harmadik ismert ágyasa Bécsi Amaltrud szülte:
  - Alpaida (794– ?)
- Negyedik ágyasa volt Regina.[19] Tőle született:
  - Drogo[19] (801. június 17. – 855. december 8.), Metz püspöke 823-tól és a Luxeuil Apátság apátja.
  - Hugó[19] (802 – 844. június 14.), császári főkancellár, Saint-Quentin apátja.[20]
- Ötödik ismert ágyasa Adelinde volt.[19] Tőle született:
  - Theodoric[19] (807–819 után) szerzetes

## Egykorú szövegek
- Einhard: Nagy Károly császár élete – Einhard műve a Magyar Elektronikus Könyvtárban
- Középkori egyetemes történeti szöveggyűjtemény. Európa és Közel-Kelet IV-XV. század. Sz. Jónás Ilona. Osiris Kiadó, Budapest, 1999. ISBN 963-379-549-4 Online: http://www.tankonyvtar.hu/tortenelem/kozepkori-egyetemes-080905-428